# Сёурадзима
Сёурадзима или Сёура-сима (яп. 諸浦島 сёурадзима) — остров на юге Японии, в архипелаге Амакуса, расположенный в префектуре Кагосима. Его площадь составляет 3,87 (3,88-4,7 км²). Население — 754 человек (2020).
Высочайшая точка — 104,1 м.
Длина береговой линии составляет 19,6 км (22 км).
Остров лежит на северо-западе префектуры, к северу от острова Нагасима, территориально относится к посёлку Нагасима. С запада его омывает пролив Нагасима-кайкё. Сёурадзима имеет продолговатую форму и вытянут с юга на север. Восточное побережье сильно изрезано, много островков, западное побережье скалистое.
На юге от Нагасимы его отделяет узкий пролив Титино-сето (яп. 乳ノ瀬戸, «пролив грудей»), через который перекинут мост Титино-сэбаси (яп. 乳ノ瀬橋) (нынешний открыт в 2002 году), (Нагасима, в свою очередь, связан с Кюсю через мост Куроносето). Пролив Титино-сэто получил своё название от того, что при отливе там появляются скалы в форме грудей.
На юге-востоке от Сёурадзимы лежит остров Икарадзима, на северо-востоке — Сисидзима.
На острове процветает рыбоводство, особенно популярный местный продукт — морской салат.
В 1810 году, во время картографирования южной Японии, остров посетил Ино Тадатака. Согласно его подсчётам, длина береговой линии Сёурадзимы составляла 5 ри и 24 кэн.
Северная оконечность острова — мыс Досаки.